# Mysiurek drobny
Mysiurek drobny (Myosurus minimus L.) – gatunek drobnej rośliny z rodziny jaskrowatych. Jest szeroko rozprzestrzeniony na półkuli północnej: występuje w Azji, Afryce Północnej, w niemal całej Europie i na znacznych przestrzeniach Ameryki Północnej. W Polsce gatunek rozpowszechniony w części niżowej, rzadszy na północnym wschodzie.

## Morfologia

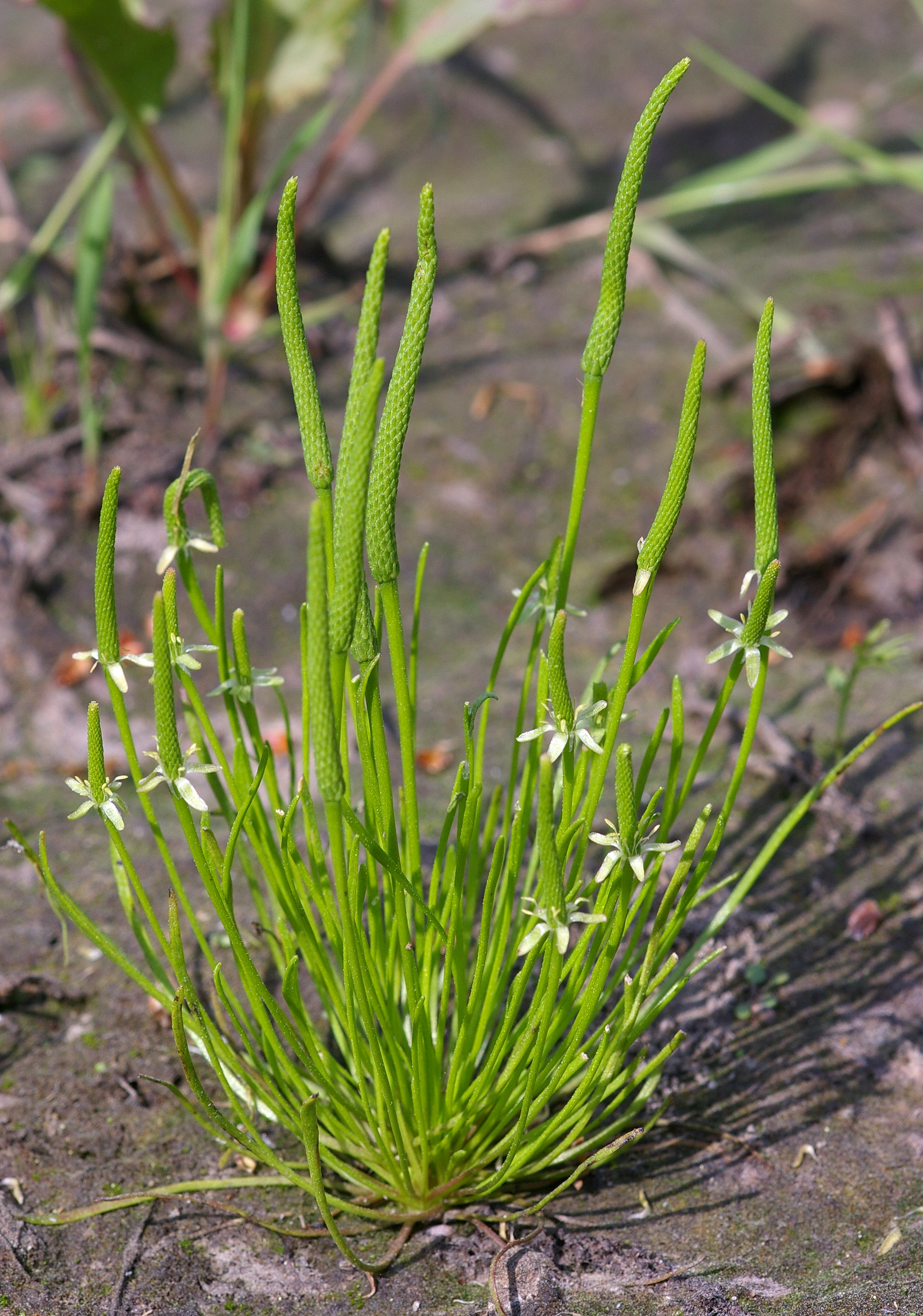
Pokrój

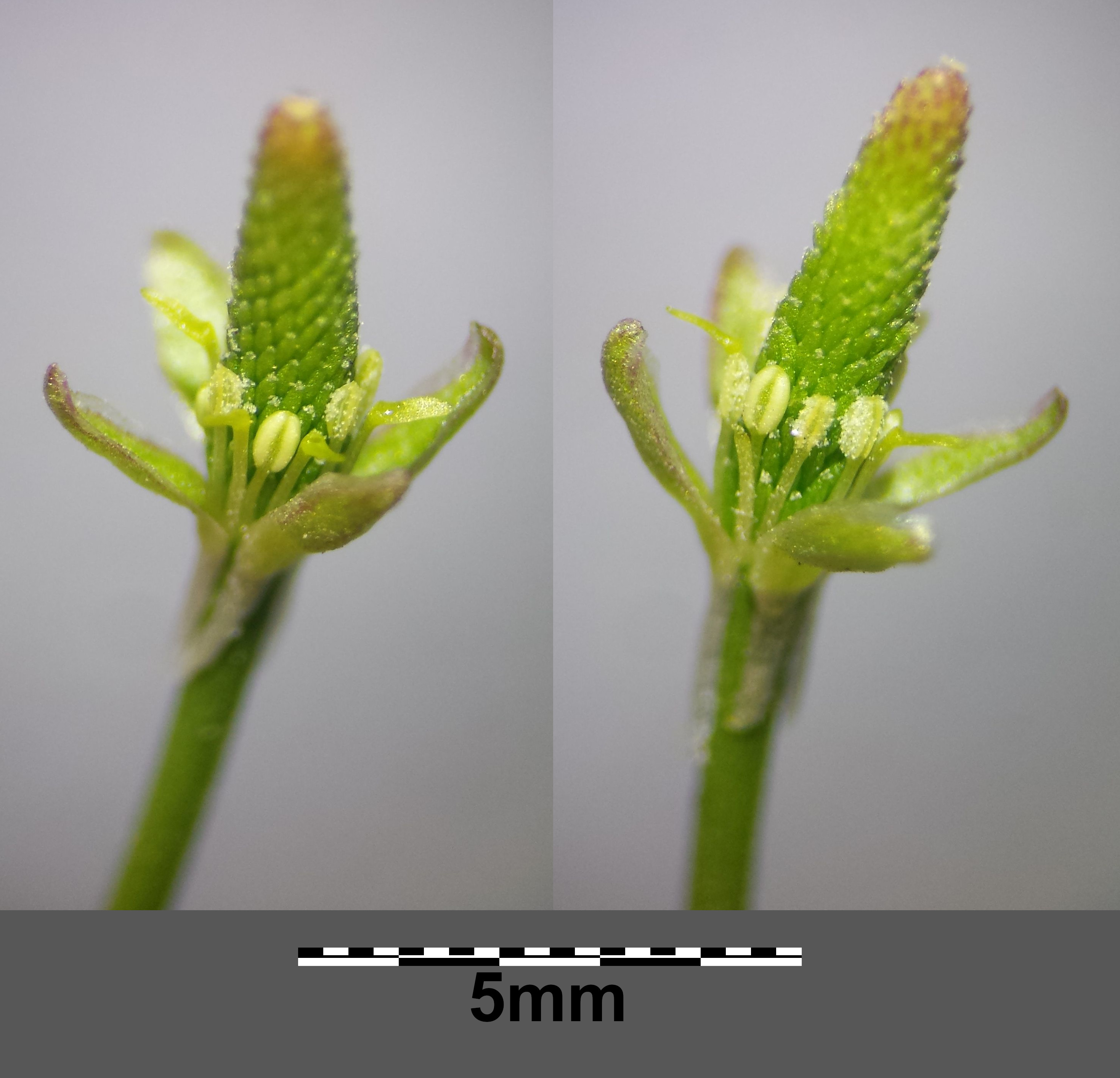
Kwiat

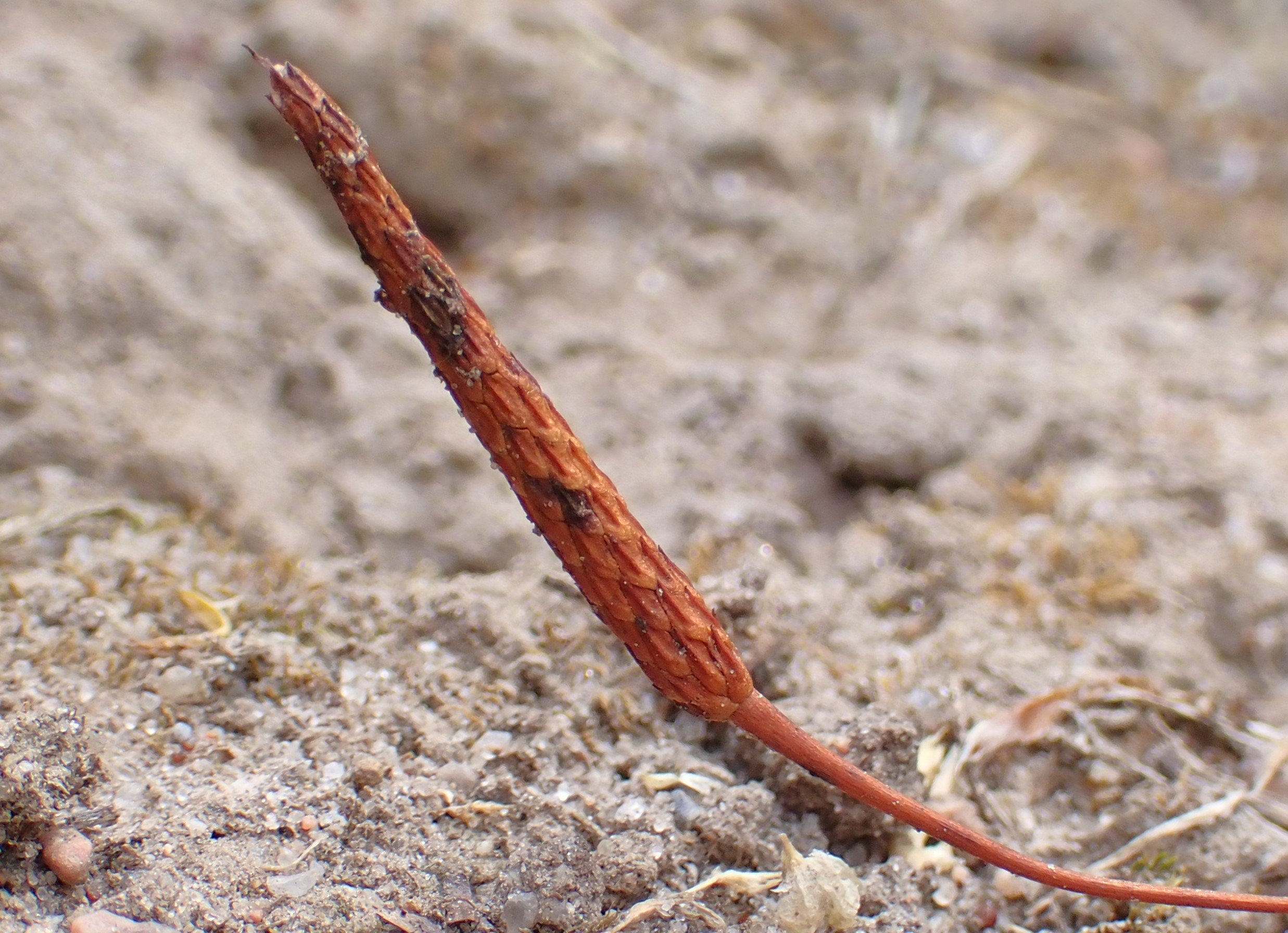
Owoc zbiorowy

ŁodygaPojedyncza lub liczne łodygi w postaci bezlistnego głąbika o wysokości od 2 do 10 cm.
LiścieRównowąskie, cienkie, 5–8 cm długości i 0,5 cm szerokości, zebrane w przyziemną rozetę.
KwiatyOkwiat z 5 niewielkich, wąskich i zielonych lub jasnożółtych listków posiadających drobną ostrogę. Wewnątrz kwiatu 5 łopatkowatych miodników. 5–10 pręcików. Słupków jest wiele i znajdują się na osadce wydłużającej się przy dojrzewaniu w walcowaty nibykwiatostan podobny do kłosa.
OwocDrobna niełupka o długości 2 mm i szerokości 1 mm. Nasiono owalne, spłaszczone i połyskujące, poniżej 1 mm długości. Nasiona rozsiewane są przez wiatr.

## Biologia i ekologia
Roślina jednoroczna. Kwitnie wczesną wiosną, od kwietnia do czerwca. Rośnie na polach z uprawami roślin ozimych, rzadziej na odłogach, przydrożach i pastwiskach jako chwast. Wymaga gleby wilgotnej, piaszczysto-gliniastej i pozbawionej wapnia. W klasyfikacji zbiorowisk roślinnych gatunek charakterystyczny dla Ass. Ranunculo-Myosuretum. Liczba chromosomów 2n = 16.

## Zagrożenia
Roślina umieszczona na Czerwonej liście roślin i grzybów Polski (2006) w grupie gatunków narażonych na wyginięcie (kategoria zagrożenia V). Na liście z roku 2016 nie uznany za gatunek zagrożony.